# Cambodia League (2002)
Cambodia League (2002) – 19. edycja najwyższej piłkarskiej klasy rozgrywkowej w Kambodży. 
Tytułu z 2000 roku nie obroniła drużyna Nokorbal Cheat. Nowym mistrzem Kambodży został zespół Samart United. Zespół, ten sponsorowany przez sieć telefonii komórkowej, został założony w 2001 roku i zdobył tytuł w pierwszym sezonie, w którym brał udział. 
Brak danych co do ilości klubów występujących w rozgrywkach, czasu rozgrywania zawodów a także do ich formatu.